# PGC 39474
LEDA/PGC 39474 ist eine Balken-Spiralgalaxie vom Hubble-Typ SBm im Sternbild Jungfrau auf der Ekliptik. Sie ist schätzungsweise 38 Millionen Lichtjahre von der Milchstraße entfernt und gilt als Mitglied der NGC 4123-Gruppe (LGG 275).
Im selben Himmelsareal befinden sich u. a. die Galaxien NGC 4116, NGC 4179, NGC 4457, NGC 4517.